# Puerto Carreño
Puerto Carreño é a capital do departamento colombiano de Vichada. Sua população é de 10.034 habitantes, sua área de 12.409 km² e está próximo da fronteira com Venezuela, onde colide ao norte o rio Meta com Puerto Páez.
Esta é uma pequena povoação, fundada em 1913, sobre a confluência dos rios Orinoco e Meta. A partir de seu porto fluvial se realizam as atividades comerciais e de transporte de mercadorias do departamento com a capital de Colômbia.